# Itoplectis virga
Itoplectis virga là một loài tò vò trong họ Ichneumonidae.